# نوبار سنکریان
نوبار کاراپتی سنکریان (ارمنی: Նուպար Կարապետի Սնկրյան؛ زاده ۱۵ مهٔ ۱۹۲۲ - درگذشته نامعلوم) موسیقی‌دان و رهبر گروه کر اهل ارمنستان است.

## زندگی‌نامه
وی در ۱۵ مه ۱۹۲۲ در رودوستو در به دنیا آمد و از موسسه آموزشی موملکونیان (۱۹۴۳) و کنسرواتوار دولتی کومیتاس ایروان (۱۹۵۴) فارغ‌التحصیل گشت. وی همچنین برنده جوایزی همچون چهره هنری شایسته ارمنستان شوروی شد. 